# Wilhelm Friedemann Bach
Wilhelm Friedemann Bach (født 22. november 1710 i Weimar, død 1. juli 1784 i Berlin) var en tysk komponist.
Han var ældste søn af Johann Sebastian Bach. Var sin faders yndlingselev og blev tidlig en glimrende violinist.
Skrev klaverkompositioner, sonater, polonæser, fantasier, kirkelige værker, samt symfonier, og kammermusik.

## Liv og gerning

### Barndom og ungdom
Wilhelm Friedemann Bach er født 1710 i Weimar. Han var den ældste af Johann Sebastian Bachs sønner og faderens kårne yndling. Hans fremragende musikbegavelse viste sig tidlig, og navnlig på orgelet blev han snart en udmærket virtuos. For at Friedemanns uddannelse ikke skulle blive ensidig, lod faderen ham studere ved Thomasskolen i Leipzig, hvor han særlig lagde sig efter filosofi og matematik, for hvilket sidste fag han havde sjældne evner. For så vidt man kan dømme efter hans senere livsførelse, efter hans brevveksling og andet, har Friedemann Bachs videnskabelige studier dog ikke haft synderlig betydning for ham. Af den unge, smukke og begavede, men mærkelig drømmende og åndsfraværende musiker ventede man sig det største — hans broder Carl Philipp Emanuel Bach siger udtrykkelig om ham: "Han, snarere end nogen anden af os, kunne have erstattet fader" — men de løfter han gav. indfriedes kun dårligt, væsentlig fordi Friedemann manglede flid, energi og selvagtelse, uden hvilke egenskaber et nok så begavet menneske ikke bliver en stor kunstner, dels også fordi han i det hele stivsindet blev hængende ved Johann Sebastian Bachs stil og ikke som Carl Philipp Emanuel forstående fulgte hvad den forandrede tidsånd krævede. Og op på højde med sin faders produktion nåede Friedemann dog ingensinde, han manglede — når alt kom til alt — geniet.

### Organist i Dresden
Friedemanns fejl kom imidlertid først efterhånden til udbrud, og det var egentlig nærmest efter faderens død, at hans udskejelser på kunstens og livets vej begyndte: 23 år gammel blev han organist i Dresden. Her værdsattes han navnlig som improvisator; hans storstilede og fantasifulde spil berømmedes, og ikke mindre den kunstfærdigbed, hvormed han selv ved offentlige præsentationer improviserende løste de vanskeligste kontrapunktiske opgaver. Af deres organist var Dresdnerne således stolte nok, men hans kompositioner interesserede dem kun lidet. Friedemann havde fået ry for at være en særlig "vanskelig" Komponist, og da han udgav sin første sonate, et alvorligt og fortræffelig udført arbejde i den strenge stil, fandt den ingen købere, thi "ingen kunne spille den sonate". Måske for at imødekomme publikums smag skrev han nu tolv polonæser, der dog heller ikke rigtigt slog an, og som i virkeligheden, langt fra at være dansemusik, var til dels endog alvorlige klaverstykker i polonæse-takt, men i polyfon stil ("mesterstykker i deres genre", kalder Bitter dem). Heller ikke de var egnede til at fange publikums opmærksomhed. Fra Dresden stammer endnu en prægtig koncert for orgel, som Johann Sebastian Bach satte så højt, at han egenhændig afskrev den.

### Organist i Halle (1746-1764)
Fra 1746 havde Friedemann Bach ansættelse som organist i Halle. Det er under opholdet her, at hans borgerlige og kunstneriske personlighed mere og mere lægges øde. Hans misfornøjede vredagtighed tiltog samtidig med hans lunefuldhed og upålidelighed, og jævnlig udspandt der sig stridigheder med hans foresatte. Men mens man med al sympati følger Johann Sebastian Bachs kampe med hans øvrighed, kan man ikke føle synderlig deltagelse for Friedemann, hvis livagtighed ikke havde nogen dybere menneskelig eller kunstnerisk årsag, men kun udsprang af særhed og drilleri, der vel stod i forbindelse med, at hans hang til druk efterhånden havde taget overhånd. Det berettes således, at Fr. Bach kunne falde på ved gudstjenestens begyndelse at tage plads nede i kirken og forblive urokkelig dér, uagtet at tiden gik. Da en af kirkens embedsmænd så spørger ham; "Hvem skal da spille orgel i dag?" svarer han ganske rolig: "Ja, det er jeg også nysgerrig efter at få at vide!"
I Halle skrev Friedemann Bach nogle kirkekompositioner samt en del instrumentalmusik. Betydeligst er hans klaver- og orgelværker, — af og til høres de sidste endnu den dag i dag. I disse arbejder nærmer han sig undertiden Ph. Emanuels Stil, men kun sjælden når han denne sin broder i ynde, elegance og sangbarhed. Navnlig melodiens gave savnede Friedemann Bach. Når hans musik dog ikke helt har tabt sit værd, er det på grund af en vis kantet mandighed og hård selvstændighed, der ikke går på akkord. Det polyfone arbejde i Friedemann Bachs kompositioner er endvidere altid fortræffeligt og egnet til at holde interessen vedlige. Et må man desuden anerkende, at Friedemann, hvor meget de trange kår end fristede dertil, aldrig henfaldt til at blive en modekomponist i dårlig forstand som hans broder i London. Og som et tydeligt tegn på, hvorledes interessen for og forståelsen af den strenge stil nu er i aftagende, står den ringe deltagelse, der vistes Friedemann Bachs ingenlunde værdiløse virksomhed.

### Efter Halle
Fra det øjeblik Bach imidlertid, tvungen af forholdene, havde taget sin afsked fra Halle i 1764, forfaldt han og hans kunst mere og mere. Der fulgte et ulykkeligt omflakkende liv: til tider var Bach så reduceret, at han for at skaffe det nødvendige til sig og familie måtte spille til dans for bønder i krostuen; tit levede han af, hvad tidligere velyndere af ham eller af Johann Sebastian Bach ville give ham — en ynkelig tilværelse, yderligere formørket ved drikkeri. En gang imellem kunne han pludselig tage sig sammen, og når han da optrådte på orgelet eller i koncertsalen, hævdede han stolt sit gamle kunstnerry.
Således introducerede han sig også i Berlin, hvor han efter den lange omflakken tog ophold i 1774. Et øjeblik så det ud, som skulle hans liv tage en bedre retning: elever meldte sig i rigelig mængde, han havde planer om at skrive en stor opera, i hvilken han ville kalde det græske kor til live, men snart forsømtes eleverne (kun en eneste, Sara Levy, Felix Mendelssohns bedstemoder, beholdt han i længere tid), og operaplanerne løb ud i sandet. Hans gamle venner søgte vel endnu at hjælpe ham, men forgæves, og da hans stridbarhed og utaknemmelighed voksede i samme grad som drikkesygen og hensynsløsheden mod familien, stod han helt isoleret, da døden endelig gjorde ende på den ganske forarmede og nedbrudte mands liv i 1784.